# 鳳翼天翔
「鳳翼天翔」（ほうよくてんしょう）は、日本のバンド陰陽座の4枚目のシングル。2003年6月4日発売。発売元はキングレコード。

## 概要
- 4thアルバム「鳳翼麟瞳」からのリカットシングルである。
- 手塚治虫の作品「火の鳥」をモチーフとした作品。

## 収録曲
1. 鳳翼天翔（ほうよくてんしょう）
作詞・作曲：瞬火、編曲：陰陽座
2. 梧桐の丘（あおぎりのおか）
作詞・作曲：瞬火、編曲：陰陽座
  - 「鳳翼天翔」からの流れを引き継ぐ楽曲。
3. 鳳翼天翔（からおけ）
4. 梧桐の丘（からおけ）

## 収録アルバム
鳳翼天翔
- ライブ・アルバム『赤熱演舞』（2003年6月25日）※ライブ音源
- オリジナル・アルバム『鳳翼麟瞳』（2004年3月3日）※1曲目の「焔ノ鳥」と繋がっているバージョンで収録。
- ベスト・アルバム『陰陽珠玉』（2006年2月8日）※オリジナル・アルバムと同様のバージョンで収録。
- ライブ・アルバム『陰陽雷舞』（2006年6月7日）※ライブ音源
- ボックス・セット『陰陽大全』（2010年12月22日）※オリジナル・アルバムと同様のバージョンで収録。
- ベスト・アルバム『龍凰珠玉』（2013年12月4日）※オリジナル・アルバムと同様のバージョンで収録。
- ボックス・セット『単盤大全』（2019年12月4日）
- ボックス・セット『廿魂大全』（2019年12月4日）※オリジナル・アルバムと同様のバージョンで収録。

梧桐の丘
- ベスト・アルバム『陰陽珠玉』（2006年2月8日）
- ボックス・セット『陰陽大全』（2010年12月22日）
- ボックス・セット『単盤大全』（2019年12月4日）

## タイアップ
- 「鳳翼天翔」：テレビ朝日系「ワールドプロレスリング」ファイティングミュージック（エンディングテーマ）